# Difesa Chewbacca

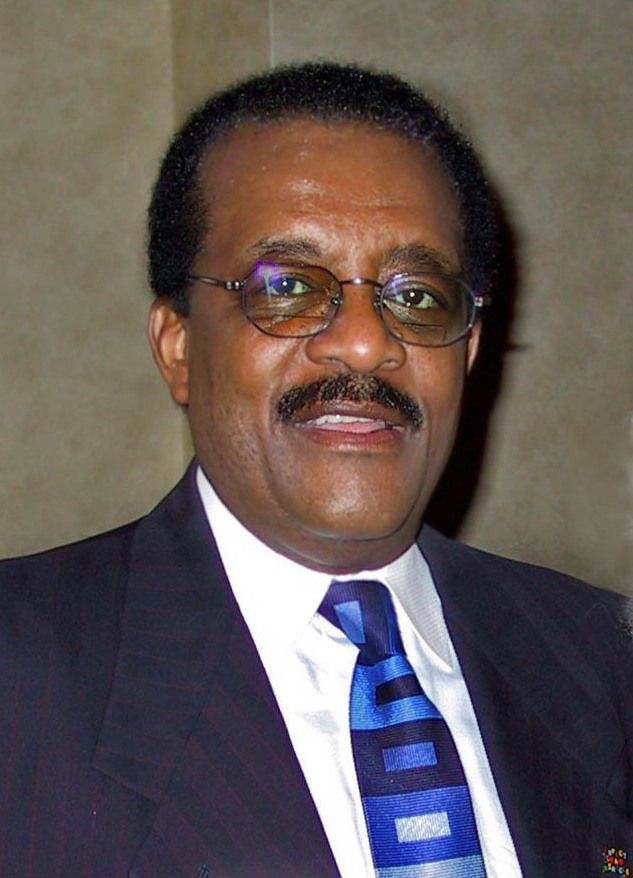
Johnnie Cochran

La difesa Chewbacca è una finta strategia legale usata nel corso del ventisettesimo episodio (il quattordicesimo della seconda stagione) del cartone animato South Park intitolato Chef rischia la prigione. La difesa è una satira dell'arringa finale pronunciata dall'avvocato Johnnie Cochran in difesa del celebre giocatore O.J. Simpson, accusato di omicidio. L'espressione "difesa Chewbacca" è stata in seguito utilizzata in altri contesti per indicare una difesa basata su argomenti insensati, tesi solo a confondere la giuria.

## Diffusione dell'uso del termine in altri contesti
Il necrologio dell'Associated Press su Cochran fa riferimento alla "difesa Chewbacca" come uno dei mezzi grazie ai quali il famoso avvocato è entrato nella cultura pop.
Il criminologo Mark Stevens afferma che quando la prova del DNA arriva a incastrare il cliente dell'avvocato difensore, egli possa avvalersi unicamente della "difesa Chewbacca" e con essa tentare di portare la giuria a perdersi nei complessi meandri delle spiegazioni scientifiche alla base delle prove che l'accusa ha fornito. Il dottore in scienze forensi Erin Kenneally sostiene che l'uso della "difesa Chewbacca" è molto frequente per screditare, o anche per sostenere molte e confuse possibili spiegazioni a prove digitali fornite dall'accusa. Kenneally presenta anche dei metodi per poter confutare tali strategie difensive. Kenneally e la collega Anjali Swienton hanno avuto modo di presentare tali argomentazioni al Florida State Court System e al 2005 American Academy of Forensic Sciences annual meeting.
Il termine è inoltre utilizzato nell'ambito di blog (come Slashdot) o di commenti sulla politica. Ellis Weiner ha scritto sull'Huffington Post che Dinesh D'Souza l'aveva adoperato per criticare Nancy Pelosi, all'epoca Presidente della Camera dei Rappresentanti, definendo la "difesa Chewbacca" come uno strumento con il quale "qualcuno afferma il proprio disappunto dicendo qualcosa di talmente insensato che il cervello dell'ascoltatore non può far altro che esplodere".

## La difesa Chewbacca inSouth Park
Nell'episodio di South Park Chef rischia la prigione Chef scopre che la nuova canzone di Alanis Morissette, Stinky Britches, ("Brache puzzolenti"), è identica a una sua vecchia composizione. Contatta quindi la major che ha prodotto la canzone chiedendo solamente di essere accreditato come compositore di Brache puzzolenti. Chef supporta la sua tesi con una registrazione fatta quando aveva vent'anni.
La major, oltre a rifiutare la proposta, cita Chef in giudizio per molestie. In tribunale Johnnie Cochran, che rappresenta la casa discografica, utilizza la famosa e micidiale "difesa Chewbacca", la stessa che, secondo Gerald Broflovski, il legale avrebbe sostenuto durante il Processo Simpson. In tal senso, il dialogo chiave del nuovo processo è il seguente:
Gerald Broflovski: Dannazione!
Chef: Che c'è?
Gerald: Fa ricorso alla difesa Chewbacca!
Cochran: Perché uno wookiee alto tre metri, vorrebbe vivere su Endor, con un branco di ewok alti settanta centimetri? Questo non ha alcun senso! Ma ancora più importante, dovete chiedervi: cosa c'entra questa cosa con questo caso? Niente. Signore e signori, non ha nulla a che vedere con questo caso! Non ha alcun senso! Guardatemi: sono un avvocato che difende una casa discografica e sto parlando di Chewbacca. Questo ha senso? Signore e signori, le mie parole non hanno senso! Niente di tutto questo ha senso! Perciò, quando sarete in camera di consiglio per deliberare, ricordate le parole: questo ha senso? No! Signore e signori di questa cosiddetta giuria, non ha alcun senso! Se Chewbacca vive su Endor, dovete assolvere!»
L'uso di questa difesa ha successo, e la giuria dichiara Chef colpevole di "molestie a major discografica", condannandolo a una multa di due milioni di dollari, da pagarsi entro ventiquattro ore, per non scontare quattro anni di prigione.
Poiché il condannato non dispone di una simile cifra, viene organizzato un concerto benefico, lo "Chef Aid", con lo scopo di raccogliere fondi e per far sì che Johnnie Cochran rappresenti legalmente Chef in una causa contro la major. Durante il concerto l'avvocato, folgorato dalla bontà, decide di rappresentare Chef pro bono. Utilizza nuovamente (e sempre con successo) la "difesa Chewbacca", questa volta per sconfiggere la major discografica e rendere noto il vero autore della canzone Brache puzzolenti. In questa seconda controversia giudiziaria, Cochran conclude l'arringa tirando fuori (non si sa bene da dove) una scimmia, affermando: «Ehi, guardate la scimmia, guardate la scimmia sciocchina!», causando l'esplosione della testa di un giurato.

### Annotazioni
1. ↑  Nella saga di Guerre stellari Chewbacca non ha mai vissuto sul pianeta Endor, rendendo così l'arringa finale di Cochran totalmente falsa e senza senso.
2. ↑  Evidente richiamo alla storica frase pronunciata da Cochran ai giurati al processo di O.J. Simpson, quando fece provare al suo assistito i guanti insanguinati che secondo l'accusa doveva aver indossato l'assassino: If it doesn't fit, you must acquit ("Se non calzano, dovete assolverlo").

### Fonti
1. ↑  (EN) Cochran was rare attorney turned pop culture figure, in Associated Press, 30 marzo 2005. URL consultato il 26/7/2008.
2. ↑  (EN) Mark Stevens, LtCol USMC (Ret.), Assistant Professor of Criminology, California State University, Fresno, Trial sentencing and appeal, su faculty.ncwc.edu, 14 settembre 2004. URL consultato il 26 luglio 2008 (archiviato dall'url originale il 25 luglio 2008).
3. ↑  (EN) Erin Kenneally, M.F.S., J.D., Applying Admissibility, Reliability to Technology (PDF), su flcourts.org, Florida State Courts. URL consultato il 26 luglio 2008 (archiviato dall'url originale il 7 dicembre 2006).
4. ↑  (EN) Anjali R. Swienton, M.F.S., J.D. Erin Kenneally, M.F.S., J.D., Poking the Wookie: the Chewbacca Defense in Digital Evidence Cases (PDF), su scilawforensics.com, SciLaw Forensics, Ltd.. URL consultato il 26 luglio 2008 (archiviato dall'url originale l'8 ottobre 2007).
5. ↑  (EN) Upcoming AAFS Annual Meeting, su cerias.purdue.edu, CERIAS, Purdue University. URL consultato il 26 luglio 2008.
6. ↑  (EN)  Chewbacca defence. Neohumanism.org
7. ↑  (EN) Ellis Weiner, D is for Diabolical, in The Huffington Post, 24 gennaio 2007. URL consultato il 26/7/2008.